# Борлоо, Жан-Луи
Жан-Луи Борлоо (фр. Jean-Louis Borloo, род. 7 апреля 1951, Париж, Франция) — французский политический деятель, бывший депутат Национального собрания Франции, председатель Радикальной партии (2005—2014), один из основателей Союза демократов и независимых.

## Биография
Борлоо начал свою карьеру как адвокат в 1980-х годах. В 1986 году он стал президентом Футбольного клуба Валансьена. В 1989, он был избран мэром Валансьена, после чего ещё дважды переизбирался на этот пост. После назначения на должность министра в правительстве Жана-Пьера Раффарена оставил пост мэра, став вице-мэром у своего преемника Доминика Рике.
За время своей политической карьеры Борлоо неоднократно менял партийную принадлежность. Вступив в 1990 году в экологическое движение, он в следующем году покинул его. В 1998 году он вступил в состав центристского Союза за французскую демократию, а в 2002 году перешёл в Радикальную партию, являвшуюся ассоциированным членом правого Союза за народное движение. В 2005—2007 годах он был сопредседателем партии
вместе с Андре Россино, а с 2007 года единолично возглавил Радикальную партию. В 2009 года стал вице-президентом Союза за народное движение.
В 2002 году Жан-Луи Борлоо впервые вошёл в состав кабинета министров Франции. В правительствах Жана-Пьера Раффарена и Доминика де Вильпена он занимал посты министра городского и сельского обновления, затем министра труда, занятости и социального единства. На этом посту он предложил пятилетний план «социального единства», который сосредоточен вокруг трех осей: «равных возможностей, жилищного строительства и занятости».
С 18 мая 2007 года он стал министром экономики и финансов в кабинете Франсуа Фийона, сменив Тьерри Бретона. Ровно через месяц он стал министром экологии и государственным министром Франции, сменив Алена Жюппе, и занимал этот пост до ноября 2010 года, когда отказался войти в состав обновленного правительства.
В апреле 2011 года в знак протеста против политики Николя Саркози Радикальная партия вышла из состава Союза за народное движение, а сам Борлоо покинул пост вице-президента этого объединения. Радикальная партия объединилась в центристский Союз демократов и независимых (СДН) с партией Новый центр бывшего министра обороны Эрве Морена и рядом других партий центристского направления. СДН позиционирууется как альтернатива традиционному соперничеству Союза за народное движение и Социалистической партии.
Во время выборов в Национальное собрание 2012 года в 5-й раз выиграл голосование по 21-му избирательному округу департамента Нор, получив во 2-м туре 55,83 % голосов.
После тяжелой болезни в апреле 2014 года Жан-Луи Борлоо подал в отставку со всех занимаемых им выборных должностей.

## Политическая карьера
19.03.1989 — 19.06.2002 — мэр города Валансьен 

25.07.1989 — 04.09.1992 — депутат Европейского парламента 

23.03.1992 — 08.10.1993 — член регионального совета Нор-Па-де-Кале 

02.04.1993 — 18.07.2002 — депутат Национального собрания Франции от 21-го избирательного округа департамента Нор 

16.03.1998 — 26.11.1998 — член регионального совета Нор-Па-де-Кале 

20.06.2002 — 30.04.2014 — вице-мэр города Валансьен 

07.05.2002 — 30.03.2004 — министр городского и сельского обновления в правительстве Жана-Пьера Раффарена 

31.03.2004 — 15.05.2007 — министр труда, занятости и социального единства в правительствах Жана-Пьера Раффарена и Доминика де Вильпена 

18.05.2007 — 19.06.2007 — министр экономики и финансов в правительстве Франсуа Фийона

20.06.2007 — 13.11.2010 — государственный министр экологии и энергетики в правительстве Франсуа Фийона

20.06.2007 — 19.07.2007 — депутат Национального собрания Франции от 21-го избирательного округа департамента Нор

14.12.2010 — 30.04.2014 — депутат Национального собрания Франции от 21-го избирательного округа департамента Нор